# 나라와 유타
나라와 유타(일본어: 奈良輪 雄太, 1987년 8월 29일 ~ )는 일본의 축구 선수이다.

## 구단 경력
그는 2013년부터 2023년까지 J리그의 요코하마 F. 마리노스, 쇼난 벨마레, 도쿄 베르디에서 활동하였다.